# Стокбриџ (Висконсин)
Стокбриџ (енгл. Stockbridge) град је у америчкој савезној држави Висконсин.

## Демографија
По попису из 2010. године број становника је 636, што је 13 (-2,0%) становника мање него 2000. године.
| Група             | 2000.       | 2010.       |
| Белци             | 641 (98,8%) | 623 (98,0%) |
| Афроамериканци    | 4 (0,6%)    | 0 (0,0%)    |
| Азијати           | 0 (0,0%)    | 0 (0,0%)    |
| Хиспаноамериканци | 1 (0,2%)    | 5 (0,8%)    |
| Укупно            | 649         | 636         |